# 그비다스 기네이티스
그비다스 기네이티스(리투아니아어: Gvidas Gineitis, 2004년 4월 15일 ~ )는 리투아니아의 축구 선수로, 현재 세리에 A의 토리노와 리투아니아 국가대표팀에서 미드필더로 활약하고 있다.
2023년 1월에는 리투아니아 축구 연맹이 선정한 올해의 최고의 젊은 축구 선수상을 수상했다.

## 구단 경력
마제이캬이에서 태어난 기네이티스는 2018년 9월 22일, 잘기리스 B와의 1차전에서 후반전에 교체로 들어가 성인 무대 데뷔 전을 치렀던 NFA 카우나스의 유소년 팀이다.
2019년, 그는 2부 리그 팀인 아트모스페라에 입단하여 2019년 4월 24일, 케다이나이와의 LFF컵 경기에서 9-8로 패하며 성인 무대 첫 골을 기록했다(경기는 120분 후 3-3 무승부로 끝났다).
2020년 여름, 지니티스는 세리에 B의 S.P.A.L.에 입단하여 이탈리아 U-17, U-18, U-19 팀에서 활약했다.
겨울 이적 시장 마감일인 2022년 1월 31일, 기네이티스는 뎀바 세크와 프란체스코 델 아킬라가 포함된 계약의 일부로 세리에 A의 토리노에 영구 이적으로 합류했다.  그는 그 후 2022년 6월 8일에 구단과 프로 계약을 체결하고 3년 계약을 맺었다.
2023년 3월, 기네이티스는 토리노와의 계약을 2026년까지 연장했다.

## 국가대표팀 경력
기네이티스는 리투아니아 U-17, U-19, U-21 국가대표팀에서 활약하며 다양한 청소년 국제 수준에서 리투아니아를 대표해 왔다.
2022년 11월, 그는 2022년 발틱컵을 위한 리투아니아 국가대표팀에 처음으로 소집되었다. 그는 2022년 11월 16일, 아이슬란드와의 준결승전에서 교체로 들어가며 리투아니아 국가대표 데뷔 전을 치렀고, 결국 승부차기에서 5-6으로 졌다. 3일 후, 그는 에스토니아와의 3위 결정전에서 첫 선발 출전을 했고, 이 경기는 2-0으로 졌다.